# Sainte-Sévère
Sainte-Sévère is een gemeente in het Franse departement Charente (regio Nouvelle-Aquitaine) en telt 550 inwoners (1999). De plaats maakt deel uit van het arrondissement Cognac.

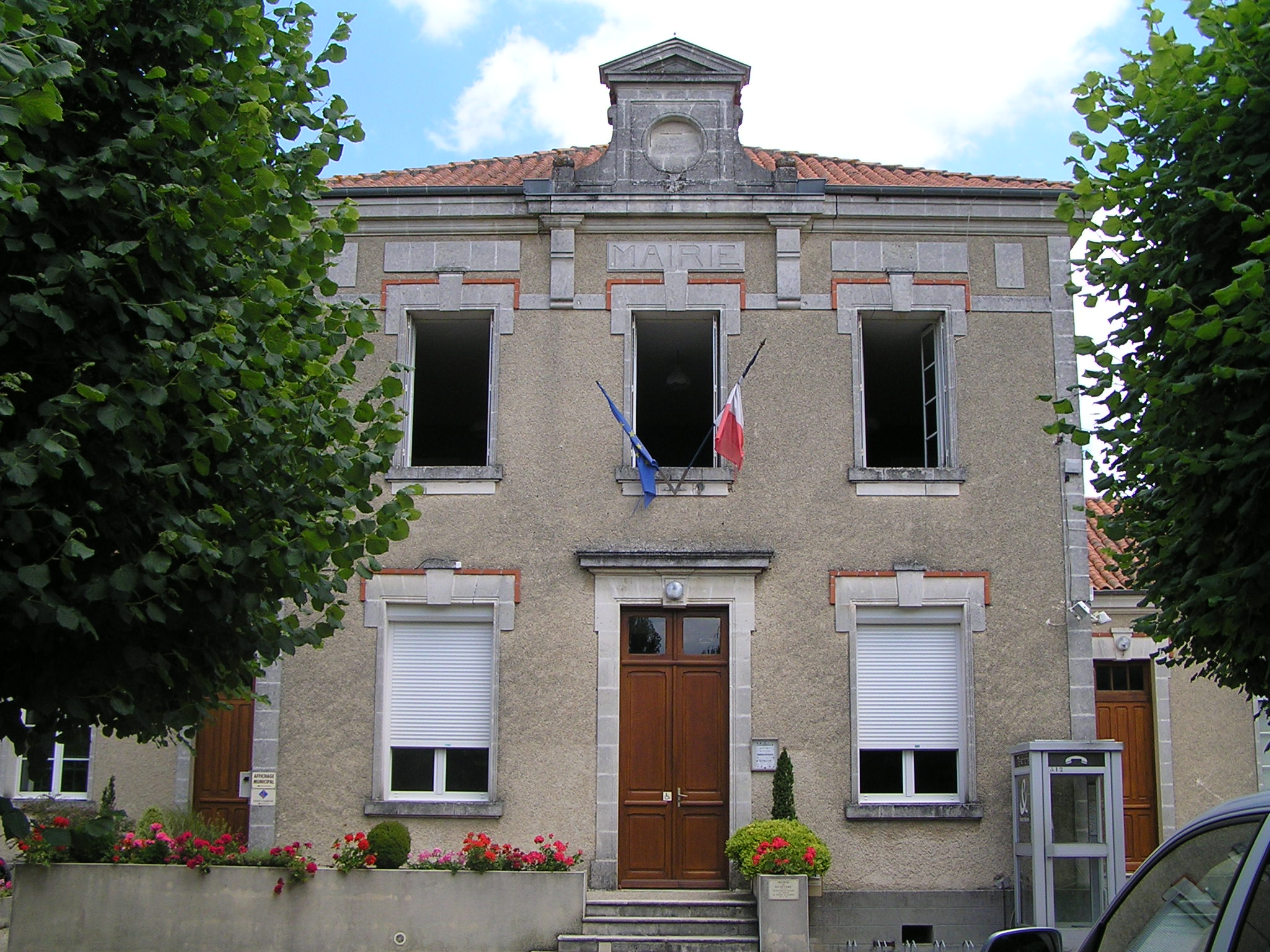
Gemeentehuis
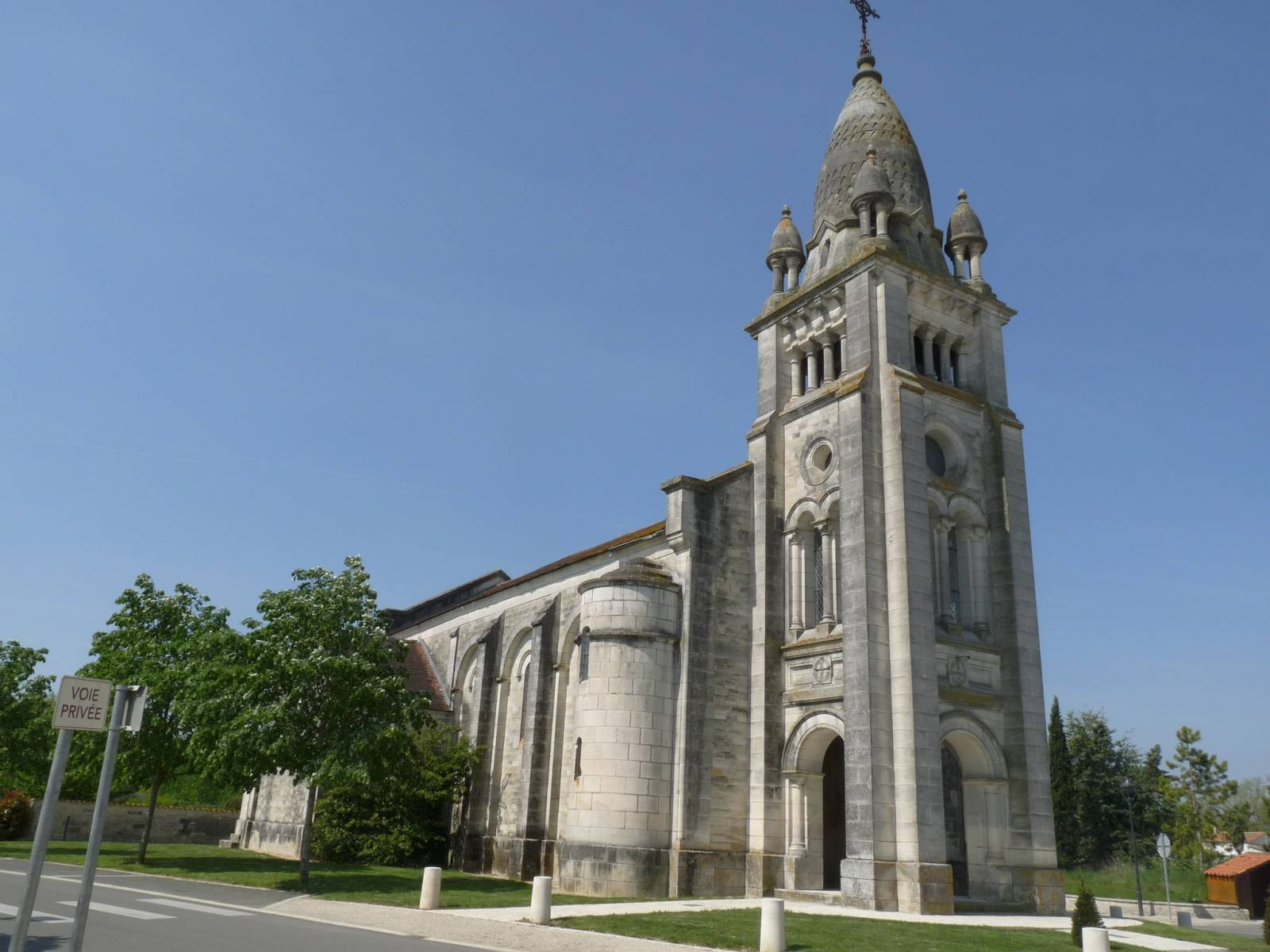
Kerk van Sainte-Sévère

## Geografie
De oppervlakte van Sainte-Sévère bedraagt 18,1 km², de bevolkingsdichtheid is 30,4 inwoners per km².
De onderstaande kaart toont de ligging van Sainte-Sévère met de belangrijkste infrastructuur en aangrenzende gemeenten.

## Demografie
Onderstaande figuur toont het verloop van het inwonertal (bron: INSEE-tellingen).